# Paul Meger
Paul Carl Meger (né le 17 février 1929 à Watrous dans la province de la Saskatchewan au Canada et mort le 27 août 2019 à Barrie (Ontario)) est un joueur professionnel canadien de hockey sur glace.

## Carrière en club
En 1946, Paul Meger commence sa carrière avec les Flyers de Barrie dans l’Association de hockey de l'Ontario. Il passe professionnel avec les Bisons de Buffalo dans la Ligue américaine de hockey en 1949.

## Statistiques
| Saison     | Équipe                | Ligue      |     | Saison régulière | Saison régulière | Saison régulière | Saison régulière | Saison régulière |   | Séries éliminatoires | Séries éliminatoires | Séries éliminatoires | Séries éliminatoires | Séries éliminatoires |
| Saison     | Équipe                | Ligue      | PJ  | B                | A                | Pts              | Pun              | PJ               | B | A                    | Pts                  | Pun                  |                      |                      |
| 1946-1947  | Flyers de Barrie      | AHO        | 30  | 13               | 13               | 26               | 21               | -                | - | -                    | -                    | -                    |                      |                      |
| 1947-1948  | Flyers de Barrie      | AHO        | 36  | 30               | 30               | 60               | 28               | -                | - | -                    | -                    | -                    |                      |                      |
| 1949-1950  | Bisons de Buffalo     | LAH        | 63  | 26               | 40               | 66               | 33               | 5                | 1 | 2                    | 3                    | 0                    |                      |                      |
| 1949-1950  | Canadiens de Montréal | LNH        | -   | -                | -                | -                | -                | 2                | 0 | 0                    | 0                    | 2                    |                      |                      |
| 1950-1951  | Canadiens de Montréal | LNH        | 17  | 2                | 4                | 6                | 6                | 11               | 1 | 3                    | 4                    | 4                    |                      |                      |
| 1950-1951  | Bisons de Buffalo     | LAH        | 46  | 34               | 35               | 69               | 16               | -                | - | -                    | -                    | -                    |                      |                      |
| 1951-1952  | Canadiens de Montréal | LNH        | 69  | 24               | 18               | 42               | 44               | 11               | 0 | 3                    | 3                    | 2                    |                      |                      |
| 1952-1953  | Canadiens de Montréal | LNH        | 69  | 9                | 17               | 26               | 38               | 5                | 1 | 2                    | 3                    | 4                    |                      |                      |
| 1953-1954  | Royaux de Montréal    | LHQ        | 23  | 13               | 17               | 30               | 28               | -                | - | -                    | -                    | -                    |                      |                      |
| 1953-1954  | Canadiens de Montréal | LNH        | 44  | 4                | 9                | 13               | 24               | 6                | 1 | 0                    | 1                    | 4                    |                      |                      |
| 1954-1955  | Canadiens de Montréal | LNH        | 13  | 0                | 4                | 4                | 6                | -                | - | -                    | -                    | -                    |                      |                      |
| Totaux LNH | Totaux LNH            | Totaux LNH | 212 | 39               | 52               | 91               | 118              | 35               | 3 | 8                    | 11                   | 16                   |                      |                      |

## Trophées et honneurs personnels
- Ligue américaine de hockey
  - 1950 : récipiendaire du trophée Dudley-« Red »-Garrett
  - 1950 : nommé dans la 2e équipe d'étoiles
  - 1951 : nommé dans la 1re équipe d'étoiles